# 惠特利 (阿肯色州)
惠特利（英語：Wheatley）是一個位於美國阿肯色州聖弗朗西斯縣的城鎮。

## 地理
惠特利的座標為34°54′53″N 91°06′31″W / 34.91472°N 91.10861°W，而該地的平均海拔高度為64米（即210英尺）。

## 人口
根據2020年美國人口普查的數據，惠特利的面積為7.95平方千米，皆為陸地。當地共有人口279人，而人口密度為每平方千米35人。